# ورم الثدي إيجابي مستقبلات الهرمون
الورم الايجابى لمستقبلات الهرمونات هو ورم يتكون من خلايا يوجد على سطحها مستقبلات حيث تتصل بها الهرمونات. يشير المصطلح الأكثر شيوعًا إلى الأورام الإيجابية لمستقبلات هرمون الاستروجين (أي الأورام التي تحتوي على خلايا إيجابية لمستقبلات هرمون الاستروجين) ، ولكن يمكن أيضا أن تشمل الأورام الإيجابية لمستقبلات هرمون البروجسترون. تعتمد الأورام الإيجابية لمستقبلات الإستروجين على وجود الإستروجين للتكاثر المستمر.

## طرق العلاج
قد يكون علاج الغدد الصماء مفيدًا للمرضى الذين يعانون من أورام الثدي الإيجابية للمستقبلات الهرمونية. هناك طريقتان لعلاج هذا النوع من الأورام:
•خفض مستويات هرمون الاستروجين الجهازية، والتي تتحقق عن طريق استخدام أدوية من فئة مثبطات الأروماتاز. تستهدف هذه الأدوية نوع من الإنزيمات التي تدخل في التخليق الحيوي أو البيولوجى للإستروجين.
•انسداد مستقبلات هرمون الاستروجين الموجودة على الخلايا السرطانية ، وبالتالي منع ارتباط هرمون الاستروجين بهذه الخلايا، مما يؤدي إلى الحد من انتشارها . يشار إلى الأدوية في هذه الفئة أيضًا باسم موعظة (المغير الانتقائى لمستقبلات هرمون الاستروجين) لأنها قادرة على منع مستقبلات هرمون الاستروجين بطريقة انتقائية.

## انظرايضا
تاموكسيفين
رالوكسيفين
سرطان الثدي ثلاثي السلبية